# Badminton-Bundesliga 1981/82
Die Badminton-Bundesligasaison 1981/82 bestand aus 14 Spieltagen im Modus „Jeder gegen jeden“ mit Hin- und Rückspiel. Meister wurde der 1. BC Beuel. Nach der Saison zogen der 1. BC Beuel und der 1. BV Mülheim ihre Mannschaften aus wirtschaftlichen Gründen aus der Bundesliga zurück, so dass nur der Tabellenletzte VfL Wolfsburg absteigen musste.

## Endstand
| Platz | Verein | Spiele | Spielpunkte | Punkte |
| ----- | --- | ------ | ----------- | ------ |
| 1.    | 1. BC Beuel (Karl-Heinz Zwiebler, Roland Maywald, Reiner Wodey, Gary Scott, Wolfgang Schneider, Frank Thiel, Marieluise Zizmann, Eva-Maria Zwiebler)                        | 14     | 77:35       | 23:05  |
| 2.    | TuS Wiebelskirchen (Arya Aslim, Bambang Dihardja, Karl Geisler, Georg Simon, Dieter Fuhrmann, Arno Schley, Vera Martini, Ingeborg Schley, Monika Peiffer)                   | 14     | 65:47       | 19:09  |
| 3.    | 1. BV Mülheim (Gerhard Kucki, Karl-Heinz Garbers, Horst Lösche, Michael Schnaase, Udo Krückels, Marie-Luise Schulta-Jansen, Patricia Günther, Karin Kucki, Antonie Schwabe) | 14     | 67:45       | 17:11  |
| 4.    | 1. DBC Bonn (N) | 14     | 61:51       | 17:11  |
| 5.    | STC Blau-Weiß Solingen | 14     | 63:49       | 16:12  |
| 6.    | OSC 04 Rheinhausen | 14     | 54:58       | 11:17  |
| 7.    | FC Bayer 05 Uerdingen | 14     | 40:72       | 07:21  |
| 8.    | VfL Wolfsburg | 14     | 21:91       | 02:26  |